# Henryk Czarnecki (1922–1990)

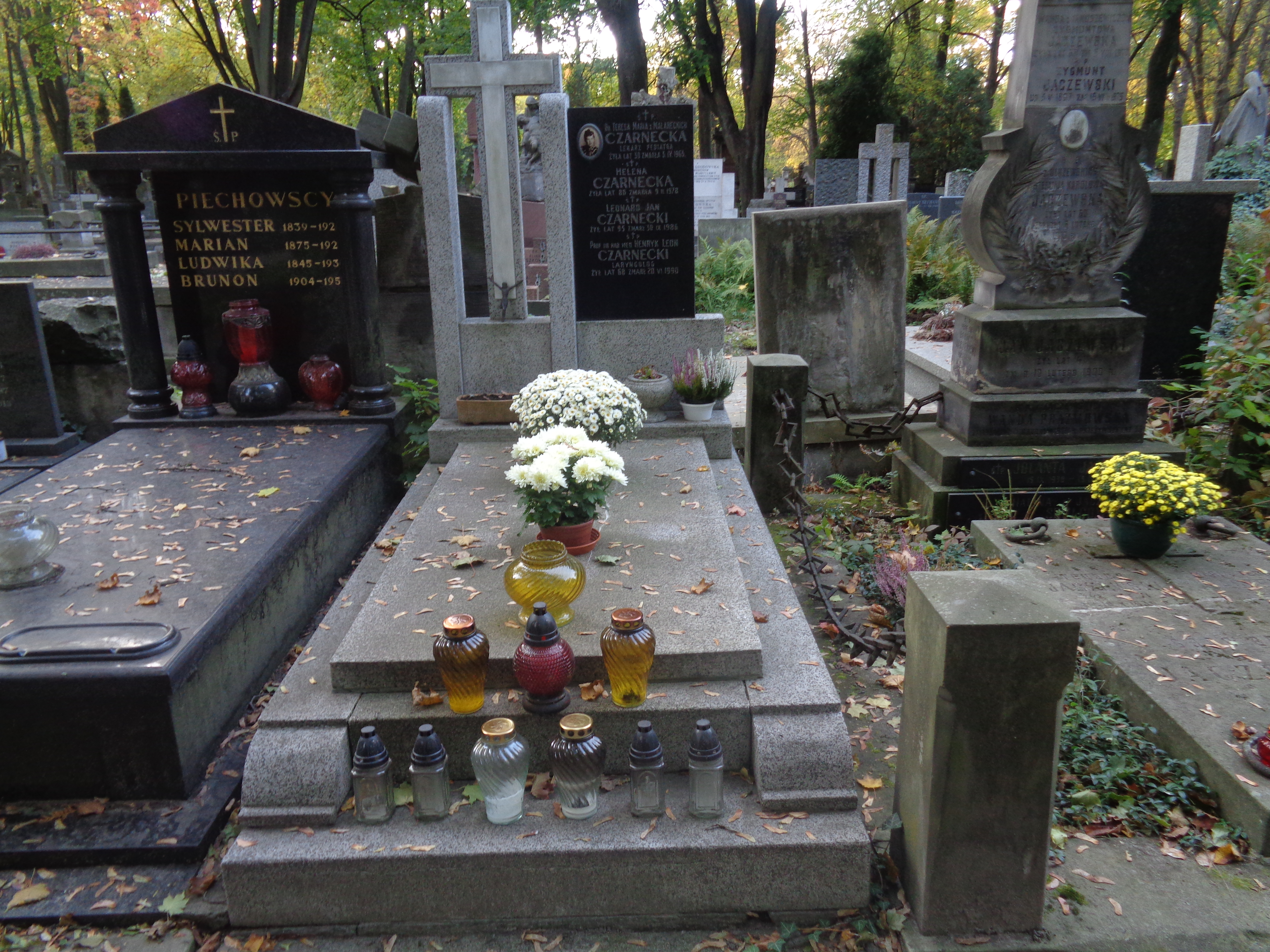
Grób Henryka Czarneckiego na cmentarzu Powązkowskim

Henryk Czarnecki (ur. 11 kwietnia 1922 w Warszawie, zm. 20 czerwca 1990 w Warszawie) – polski lekarz, profesor doktor habilitowany nauk medycznych, pułkownik Wojska Polskiego, naczelny specjalista WP w zakresie otolaryngologii (od 1964 roku), kierownik Kliniki Otolaryngologii Centrum Kształcenia Podyplomowego Wojskowej Akademii Medycznej (od 1969 roku).

## Życiorys
W 1946 ukończył studia na Wydziale Lekarskim Uniwersytetu Warszawskiego, doktor nauk medycznych 1949, doktor habilitowany 1963, profesor nadzwyczajny 1969, profesor zwyczajny 1976, Starszy asystent Kliniki Laryngologicznej Wydziału Lekarskiego Uniwersytetu Warszawskiego (1945–1949), ordynator Oddziału Laryngologicznego Wojskowego Szpitala Rejonowego (1949–1950), starszy asystent Kliniki Laryngologicznej Akademii Medycznej w Lublinie (1949–1950), ordynator Oddziału Laryngologicznego Wojskowego Szpitala Okręgowego (1951-1956), adiunkt Kliniki Otolaryngologicznej Studium Doskonalenia i Specjalizacji Kadr Lekarskich w Warszawie (1957–1960), ordynator Oddziału Laryngologicznego 2 Centralnego Szpitala Klinicznego WAM w Warszawie (1961–1963), docent (1963–1969), a od 1969 profesor i kierownik Kliniki Otolaryngologii Centrum Kształcenia Podyplomowego Wojskowej Akademii Medycznej, naczelny specjalista WP w zakresie otolaryngologii (od 1964).
Odbył staże naukowe w CSRS, Danii, Wielkiej Brytanii, Francji i na Węgrzech. Przewodniczący Komisji do spraw specjalizacji w otolaryngologii (od 1965), przewodniczący Komisji do Walki z Hałasem i Urazem Akustycznym w Służbie Zdrowia WP (od 1967). Członek Rady Naukowej Centrum Kształcenia Podyplomowego Wojskowej Akademii Medycznej, Wojskowego Instytutu Medycyny Lotniczej oraz Instytutu Narządów Zmysłów Akademii Medycznej w Łodzi. Członek Polskiego Towarzystwa Otolaryngologicznego (przewodniczący Oddziału Warszawskiego 1971–1974, wiceprezes Zarządu Głównego od 1974).
Autor ponad 100 prac z zakresu otiatrii, audiologii, funkcjonalnych operacji uszu, mikrochirurgii krtani, operacji przysadki mózgowej, urazów twarzoczaszki, urazów akustycznych. Współautor podręcznika Otolaryngologia kliniczna (1972). Pochowany na cmentarzu Powązkowskim w Warszawie (kwatera 105-1-26).

## Odznaczenia i wyróżnienia
- Wpis do Honorowej Księgi Czynów Żołnierskich (1974)
- Nagroda resortowa Ministra Obrony Narodowej I stopnia (1973, 1974)
- Krzyż Komandorski Orderu Odrodzenia Polski
- Krzyż Kawalerski Orderu Odrodzenia Polski
- Warszawski Krzyż Powstańczy
- Złoty Medal „Siły Zbrojne w Służbie Ojczyzny”
- Złoty Medal Za zasługi dla obronności kraju
- Medal Komisji Edukacji Narodowej
- Odznaka tytułu honorowego „Zasłużony Lekarz PRL”
- Złota Odznaka honorowa „Za Zasługi dla Warszawy”